# Holger Heymann
Holger Heymann (né le 7 décembre 1977 à Wittmund) est administrateur de l'arrondissement de Wittmund depuis 2016. De 2013 à 2016, le banquier de formation siège au SPD au parlement de Basse-Saxe.

## Biographie
Heymann est diplômé du lycée d'Esens (de) en 1997 et, après avoir effectué son service communautaire, suit une formation de banquier en 2004. Holger Heymann est marié et père d'un fils et d'une fille

## Politique
Heymann est élu maire de Neuschoo en 2009 et est membre du conseil d'arrondissement de Wittmund depuis 2011. Aux élections régionales de 2013 en Basse-Saxe il remporte un mandat direct dans la circonscription de Wittmund/Inseln (de).
Le 11 septembre 2016, Heymann a 54,5 % des voix au premier tour de scrutin et est élu nouvel administrateur de l'arrondissement de Wittmund et prend ses fonctions le 1er novembre de la même année. Il démissionne du parlement d'État ; Ralf Borngräber (de) prend sa place.

## Parti politique
Heymann est membre du SPD depuis 1997 et président de l'association de l'arrondissement de Wittmund depuis 2007.